# Трере, Аттилио
Аттилио Трере (итал. Attilio Trerè, 10 ноября 1887, Милан, Италия — 2 января 1943, Рим, Италия) — итальянский футболист и тренер, игравший на позициях полузащитника и вратаря. В качестве игрока прежде всего известен по выступлениям за клуб «Милан» и национальную сборную Италии.

## Клубная карьера
Во взрослом футболе дебютировал в 1905 году выступлениями за команду клуба «Милан», в котором провёл четыре сезона, приняв участие в 13 матчах чемпионата и забил 2 гола.
В течение 1909—1910 годов защищал цвета команды клуба «Аузония».
В 1910 году вернулся в «Милан». На этот раз сыграл за «россонери» следующие пять сезонов своей игровой карьеры.
Завершил профессиональную игровую карьеру в нижнелиговом клубе «Аурора», за команду которого выступал на протяжении 1912—1914 годов.

## Выступления за сборную
В 1910 году дебютировал в официальных матчах в составе национальной сборной Италии. В течение карьеры в национальной команде, которая длилась 5 лет, провёл в форме главной команды страны лишь 5 матчей. В составе сборной был участником футбольного турнира на Олимпийских играх 1912 года в Стокгольме.

## Карьера тренера
В течение лет, проведённых в команде «Аурора», был её играющим тренером. Опыт тренерской работы ограничился этим клубом.
Умер 2 января 1943 года на 56-м году жизни в городе Рим.

## Титулы и достижения
- Чемпион Италии (2): «Милан»: 1906, 1907